# Globoscopio
Globoscopio es el segundo álbum de Azul Violeta; salió a la venta en 1996 editado por la disquera EMI Music México.

## Lista de canciones
El álbum cuenta con diez canciones:
| N.º | Título                | Duración |  |
| 1.  | «No estoy bien»       | 3:38     |  |
| 2.  | «Tu luz»              | 4:33     |  |
| 3.  | «Volveré a empezar»   | 4:10     |  |
| 4.  | «Luna»                | 4:19     |  |
| 5.  | «Sólo soy»            | 4:28     |  |
| 6.  | «Love»                | 4:55     |  |
| 7.  | «Bendíceme»           | 3:06     |  |
| 8.  | «Danzarás»            | 4:35     |  |
| 9.  | «La copa de un árbol» | 6:14     |  |
| 10. | «Agua»                | 9:35     |  |

## Personal
Los créditos descritos aquí se toman directamente del librito que acompaña al álbum:
| Nombre           | Crédito                                                     |
| ---------------- | ----------------------------------------------------------- |
| Carlos Benítez   | Maquillaje                                                  |
| Richard Blair    | Mezclado, Piano eléctrico, productor, programador, sampleos |
| Jaime Cavazos    | Asistente de mezclado                                       |
| Willy Grau       | Coordinación                                                |
| Bernie Grundman  | Masterizado                                                 |
| Mario Lafontaine | Director                                                    |
| Chris Lawson     | Ingeniero, mezclado                                         |
| Alex Pérez       | Compositor, percusiones, programación, sampleo              |
| Hugo Rodríguez   | Dirección de arte, compositor, diseñador gráfico, vocales   |